# ICE 4
인터시티익스프레스 4호(독일어: ICE 4) 또는 독일철도 412급(독일어: DBAG Class 412)은 독일철도의 고속열차로 인터시티익스프레스를 운영하고 있다. 구형 인터시티익스프레스 차량과 기존에 운행하고 있는 ICE 1, ICE 2를 전량 교체하기 위해 개발된 차량으로, 제작사는 지멘스와 봄바디어 트랜스포테이숀이다.

## 개요

### 계약과 제조
2008년 독일철도는 인터시티, 유로시티 열차 중에섯 기관차와 객차를 교체하기 위해 장거리를 운용하는 자회사인 DB 파르버케르의 열차 편성을 입찰하기 위한 절차를 시작했다. 발표 당시 입찰가는 100편성에서 130편성까지 제안했다. 레일젯과 같은 전기기관차와 ICE 3 동력차 설계 변형까지 검토되었다. 새로운 열차 모델은 ICX 브랜드로 ICE 3 열차와 디자인과 동일한 모델로 검토되었다. 최고 영업 속도는 최고 250km로 설계되었다.
ICE 1, ICE 2 차량을 대체하기 위해 도입한 열차로, 최고 영업 속도는 시속 280km로 추가로 300량을 발주했다. 당시 입찰된 회사는 알스톰, 지멘스, 봄바디어 트랜스포테이숀이 있다. 2009년에 최초 제안 당시 독일철도에 의해 50억 유로를 넘었다. 2010년 독일철도는 지멘스가 입찰자로 선정되었다. 2011년 5월 9일에 독일철도와 지멘스는 130편성의 ICx 열차를 계약했고 향후 90편성을 추가로 도입될 예정이며 이 중 80개는 옵션이 포함되었다. 2030년까지 도입될 예정으로, 220편성 열차 가격은 60억 유로이다. 지멘스는 회사 창립 이래 가장 큰 주문으로 보도되었고 37억 유로로 추산된다.
2011년까지 지멘스는 봄바디어 트랜스포테이숀과 합작으로 22억 유로를 들여 프로젝트를 계약을 체결했다. 이 중 1억 3천만 유로는 130량의 인터시티 열차를 주문했다. 이 계약의 경우 설계의 공기 역학적 최적화와 바디 셰일스의 공급이 포함되었다. 당시 추진된 계획은 열차 부품은 괴를리츠, 헤니히스도르프에서 제작할 계획이고, 지겐의 경우 플렉스 에코(독일어: Flexx Eco)를 제작할 계획을 발표했다. 한편 10량 및 12량 편성을 추가로 주문하면서 ICE 차량을 추가로 336만 유로를 계약을 체결했다.
프랑스의 철도 제작사인 파블레는 2011년부터 2012년까지 열차 브레이크 장비를 공급하는 계약을 체결했다.
바디 셰일스는 독일이 아닌 폴란드의 수도 바르샤바의 공장에서 생산하게 되었다. 2015년 봄바디어 트랜스포테이숀은 ICX 열차 제조를 위해 공장을 추가로 건설했다.

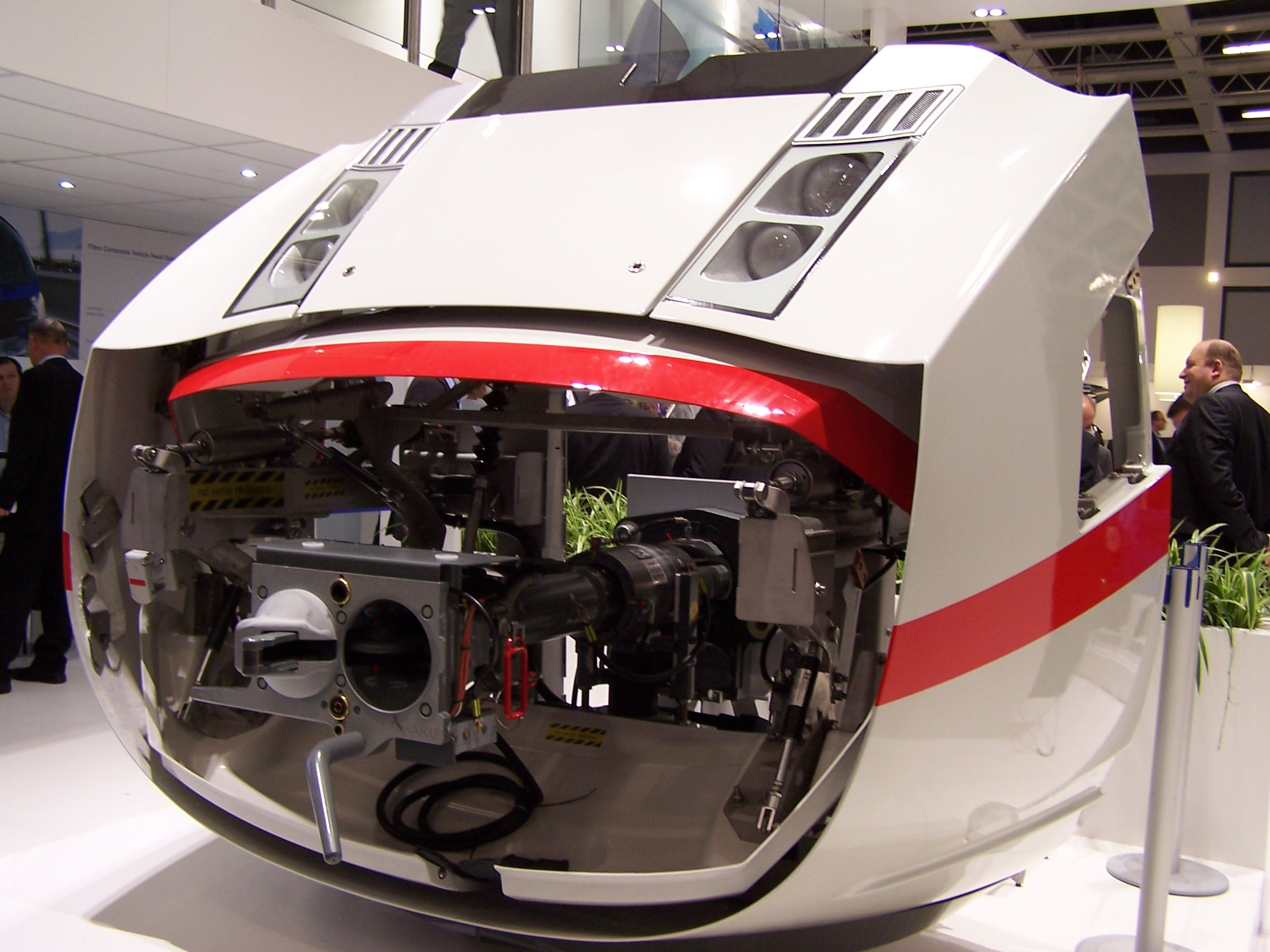
ICx 연결부 모형

한편 호이트는 유리섬유를 포함해 열차 부품의 계약을 체결했다.
2013년에 최초로 제작에 들어갔고 2016년에 초도기분이 도입되었다.

### 모델
2011년 지멘스의 계약에 따르면 열차 구성을 변경하는 계약을 체결했다. K1n 모델은 최고 영업 속도가 230km로 좌석이 499석으로 구성되었다. K3s 모델은 최고 영업 속도가 249km로 좌석이 724석으로 구성되었고, 향후 ICE 1, ICE 2 열차를 모두 교체될 예정이다. 기존의 ICE 1, ICE 2 모델보다 30%의 에너지 절감 효과를 기대하고 있다.
또한 객차의 경우 식당차, 자전거 수납 시설이 별도로 구성되었다.
 2015년에 디자인상을 수여를 했다.
K3의 경우 12량 편성으로 독일, 오스트리아, 스위스 노선에 도입될 예정이고 K1의 경우 7량 편성으로 네덜란드 노선에 투입될 예정이다.
2013년 3월 5일에 독일철도는 12량을 늘리고 최고 영업 속도를 250km를 늘리는 방안을 발표했다. 10량 724석에서 12량 830석까지 확대한 이유는 독일철도 측에서 장거리 수요가 늘어나고 있어서 서비스 확대를 위해 주문을 변경했다.

## 소개 및 유지 보수

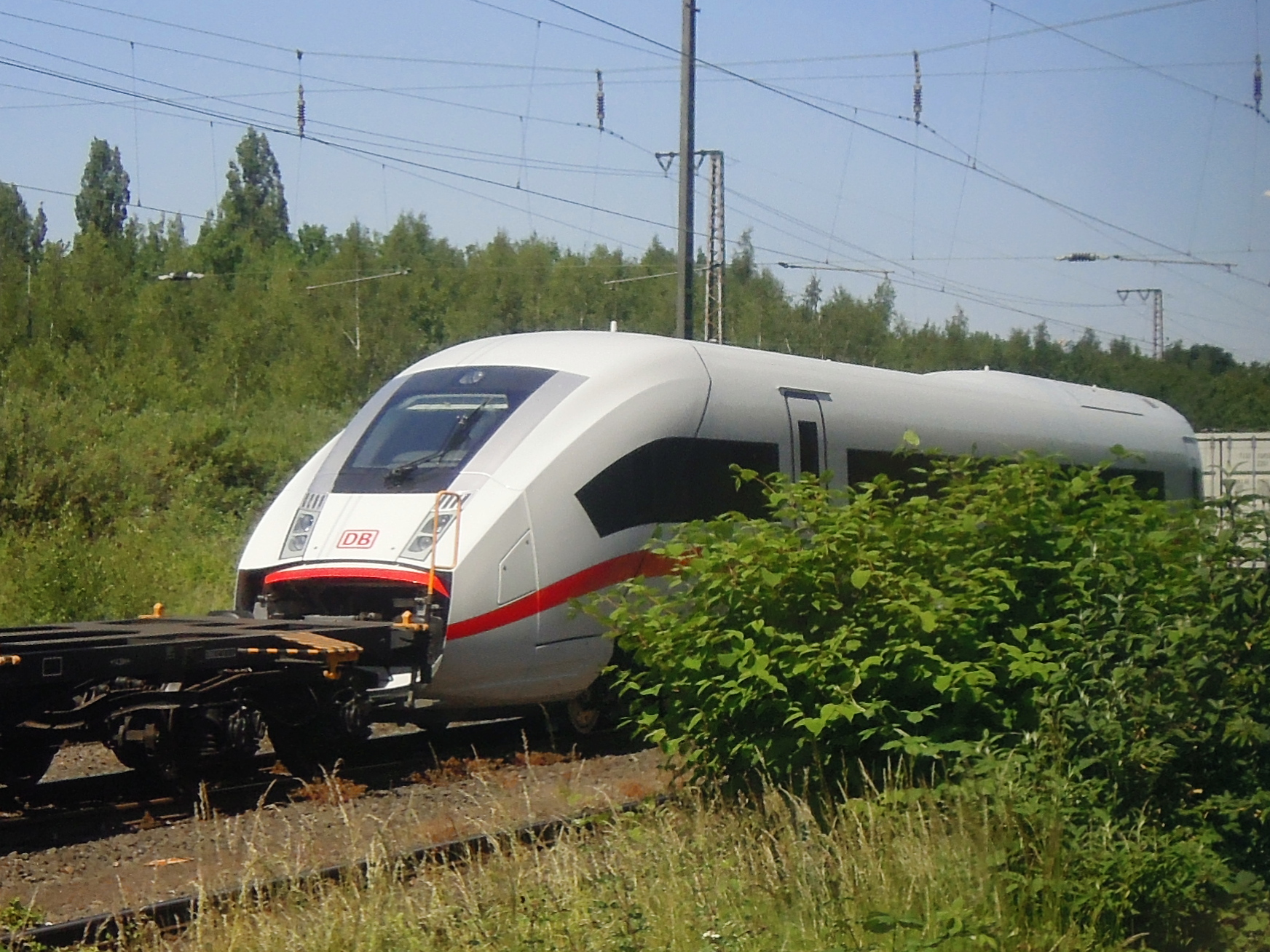
ICx 9004 동력차

2013년 독일철도는 향후에 운행될 ICx와 인터시티익스프레스 차량 사업소를 쾰른으로 선정되었다.
2015년 4월에 DB 시스템테크닉은 ICx의 동력차 및 기타 요소와 기후 변화에 대한 시험을 시작했다. 같은 해 9월에 시범 운행에 들어갔다.
2015년 12월에 베를린에서 일반인에게 최초로 공개되었다. 이 열차는 ICE 4로 지정된 것과 동시에 이 열차는 독일철도 412형으로 부여를 받았다.
2016년 9월에 지멘스는 ICE 4 차량이 연방 철도청(독일어: Eisenbahn-Bundesamt, 이하 EBA)에 운행 승인을 받았다. 같은 해 10월에 함부르크 ~ 뷔르츠부르크 ~ 뮌헨 노선에 투입을 시작으로 2017년 12월부터 영업에 들어갈 예정이다.

## 같이 보기
- 인터시티 익스프레스 프로그램
- 지멘스 벨라로